# Francesco Maria Franco
Francesco Maria Franco (* 27. Juli 1877 in San Damiano d’Asti; † 7. Februar 1968) war ein italienischer Geistlicher.

## Leben
Francesco Maria Franco wurde am 29. Juni 1900 zum Priester für das Bistum Asti geweiht.
Papst Benedikt XV. ernannte ihn am 10. März 1919 zum Bischof von Ozieri. Die Bischofsweihe spendet ihm Luigi Spandre, Bischof von Asti, am 1. Mai 1919. Mitkonsekratoren waren Giuseppe Francesco Re, Bischof von Alba, und Giuseppe Gamba, Bischof von Novara. Papst Pius XI. versetzte ihn am 18. September 1933 auf den bischöflichen Stuhl von Chrema. Am 10. Juli 1950 nahm Papst Pius XII. seinen Rücktritt als Bischof von Chrema an und ernannte ihn zum Titularbischof von Ilium.
Bischof Franco nahm an allen vier Sitzungsperioden des Zweiten Vatikanischen Konzils als Konzilsvater teil.